# تاوخا (زاکسونی)-آنهالت
تاوخا (زاکسونی)-آنهالت (به آلمانی: Taucha) یک منطقهٔ مسکونی در آلمان است که در هوهنمولزن واقع شده‌است. تاوخا ۶۴۱ نفر جمعیت دارد.